# Districtul Omkoi
Omkoi (în thailandeză อมก๋อย) este un district (Amphoe) din provincia Chiang Mai, Thailanda, cu o populație de 54.568 de locuitori și o suprafață de 2.093,8 km².

## Componență
Districtul este subdivizat în six subdistricte (tambon), care sunt subdivizate în 95 de sate (muban).
| Nr. | Nume       | În thailandeză | Sate | Locuitori |  |
| --- | ---------- | -------------- | ---- | --------- |  |
| 1.  | Omkoi      | อมก๋อย          | 20   | 17,208    |  |
| 2.  | Yang Piang | ยางเปียง        | 17   | 7,990     |  |
| 3.  | Mae Tuen   | แม่ตื่น           | 16   | 9,180     |  |
| 4.  | Mon Chong  | ม่อนจอง         | 9    | 6,008     |  |
| 5.  | Sop Khong  | สบโขง          | 12   | 6,285     |  |
| 6.  | Na Kian    | นาเกียน         | 21   | 7,897     |  |